# Juravka-Vtoraia
Juravka-Vtoraia - Журавка-Вторая (rus) - és un poble de l'óblast de Bélgorod, a Rússia. El 2010 tenia 133 habitants. Pertany al districte (raion) de Prókhorovka.